# Dewan Rakyat
Dewan Rakyat (tiếng Mã Lai nghĩa là Viện Đại diện, đơn giản là Sảnh đường Nhân dân) tại Việt Nam được gọi là Quốc hội Malaysia là hạ viện của Nghị viện Malaysia, bao gồm các đại biểu được bầu từ các khu vực bầu cử liên bang do Ủy ban bầu cử quy định.
Dewan Rakyat thường đề xuất dự thảo luật. Tất cả các dự thảo luật đều phải thông qua cả hai viện Dewan Rakyat (Hạ viện) và Dewan Negara (Thượng viện) trước khi được Hoàng gia phê chuẩn công bố thành luật. Tuy nhiên nếu Dewan Negara bác bỏ dự thảo luật thì chỉ được trì hoãn trong vòng 1 năm trước khi đệ trình nhà vua. Giống như Dewan Negara, Dewan Rakyat nhóm họp tại tòa nhà Nghị viện tại Kuala Lumpur.

## Thành viên
Các thành viên của Dewan Rakyat được gọi là nghị sĩ nghị viện (nghị viên) hoặc Ahli Dewan Rakyat (đại biểu Quốc hội). Nhiệm kỳ đại biểu gắn liền với chiến thằng trong cuộc tổng tuyển cử.
Để trở thành đại biểu Quốc hội cần phải đủ 21 tuổi, và không phải là thành viên của Thượng viện. Chủ tọa Quốc hội là người phát ngôn, được các đại biểu bầu tại phiên họp đầu tiên của Quốc hội hoặc sau khi chức vụ bị khuyết. 2 phó phát ngôn cũng được bầu tương tự, một trong số đó sẽ thay mặt khi chức vụ người phát ngôn bị khuyết. Bộ máy Quốc hội được giám sát bởi thư ký của viện do nhà vua bổ nhiệm, bị cắt chức theo quy định của tòa án hoặc đến tuổi về hưu khi đủ 60 tuổi.
Cuộc tổng tuyển cử 2013, Quốc hội có 222 đại biểu được bầu. Các đại biểu được bầu từ các khu vực bầu cử liên bang do Ủy ban bầu cử quy định. Địa giới các khu vực bầu cử sẽ được thay đổi trong 10 năm dựa theo điều tra dân số mới nhất.
Nhiệm kỳ của Quốc hội thường là 5 năm, sau đó bắt buộc phải triệu tập 1 cuộc tổng tuyển cử. Trong cuộc tổng tuyển cử các cử tri lựa chọn ứng viên vào đại diện Quốc hội. Hệ thống bầu cử đa số được áp dụng, ứng viên có nhiều phiếu nhất sẽ chiến thắng.
Trước mỗi cuộc tổng tuyển cử, nhà vua sẽ giải tán Quốc hội theo đề nghị của Thủ tướng. Theo Hiến pháp Malaysia, nhà vua có quyền chấp thuận hoặc từ chối việc giải tán Quốc hội.

## Quyền hạn và trách nhiệm
Như các cơ quan lập pháp các nước khác, Quốc hội Malaysia có trách nhiệm giải thích, sửa đổi hoặc thay thế các văn bản pháp luật.
Các đại biểu được phép thảo luận về vấn đề nào đó mà không sợ bị chỉ trích từ bên ngoài Quốc hội, cơ quan duy nhất có quyền khiển trách đại biểu là Ủy ban Đặc ân của viện. Khả năng miễn trừ đại biểu có hiệu lực khi đại biểu nhậm chức, và chỉ áp dụng cho các đại biểu trong phòng họp, không áp dụng cho các ý kiến được bày tỏ ở ngoài Quốc hội. Một ngoại lệ khác được đưa ra theo Đạo luật Nổi loạn thông qua bởi Nghị viện trong cuộc bạo động sắc tộc ngày 13/5/1969. Theo luật, tất cả các cuộc thảo luận công khai về việc bãi bỏ một số điều trong Hiến pháp đối với người gốc Mã Lai như điều 153 Hiến pháp đều bất hợp pháp. Việc cấm được mở rộng cho tất cả thành viên của Nghị viện. Các thành viên của Nghị viện cũng bị cấm chỉ trích nhà vua và các thẩm phán.
Chính phủ hành pháp, bao gồm Thủ tướng và nội các, thường được tuyển chọn từ các thành viên Nghị viện, hầu hết là đại biểu Quốc hội. Sau cuộc tổng tuyển cử hoặc trong thời gian chức vụ Thủ tướng bị khuyết qua đời, từ chức hơặc truất phế, nhà vua sẽ lựa chọn Thủ tướng là người đứng đầu chính phủ hợp hiến và được hỗ trợ từ Quốc hội. Trên thực tế Thủ tướng thường là lãnh đạo Đảng chiếm đa số trong Quốc hội. Thủ tướng đệ trình danh sách thành viên Nội các lên nhà vua. Các thành viên Nội các phải là thành viên Nghị viện. Trong trường hợp Thủ tướng mất tín nhiệm từ Quốc hội trong cuộc bỏ phiếu bất tín nhiệm hoặc thất bại trong việc kiểm soát ngân sách, buộc phải tư vấn cho nhà vua để giải tán Quốc hội và tổ chức cuộc tổng tuyển cử hoặc nộp đơn từ chức lên nhà vua, và nhà vua sẽ bổ nhiệm Thủ tướng mới theo sự hỗ trợ của đa số các đại biểu trong Quốc hội. Vua có quyền chấp thuận hoặc bác bỏ giải tán Quốc hội. Nếu bác bỏ giải tán, nhà vua sẽ bổ nhiệm Thủ tướng mới theo sự hỗ trợ của đa số các đại biểu trong Quốc hội. Nội các trình bày chính sách của chính phủ và dự thảo luật trong các cuộc họp riêng. Các thành viên phải chấp thuận chịu "trách nhiệm chung" cho các quyết định được Nội các đưa ra, cho dù có thành viên không đồng ý; nếu thành viên không muốn chịu trách nhiệm về quyết định của chính phủ, thành viên ấy buộc phải từ chức. Hiến pháp không quy định người kế vị Thủ tướng, nhưng thực tế Phó Thủ tướng sẽ là quyền Thủ tướng khi Thủ tướng không đảm nhiệm được chức vụ như qua đời hay không đủ sức khỏe.

### Quá trình làm luật
Một dự thảo luật sẽ được xây dựng phần khung cơ bản thường do Chính phủ, hoặc Bộ với sự hỗ trợ của Tổng trưởng lý. Dự thảo sau khi được xây dựng sẽ được xem xét thảo luận chung trong Nội các. Sau đó được đệ trình lên Quốc hội, dự luật sẽ được phân phối tới các tất cả các thành viên.
Dự luật sẽ được thông qua 3 phiên họp:
- Phiên họp thứ nhất giới thiệu dự luật
- Phiên họp thứ 2 tranh luận và giải quyết vấn đề
- Phiên họp thứ 3 thực hiện cuộc bỏ phiếu cho dự luật

Hầu hết các dự luật chỉ được thông qua với số phiếu đa số. Tuy nhiên trong một số trường hợp cần 2/3 số phiếu chẳng hạn như vấn đề sửa đổi Hiến pháp. Sau khi Quốc hội thông qua dự luật sẽ trải qua 3 phiên họp tương tự với Thượng viện. Thượng viện có thể không thông qua dự luật. Tuy nhiên biện pháp chỉ có khả năng làm trì hoãn thời gian phê duyệt, có thể kéo dài tới 1 năm. Sau thời gian 1 năm, dự luật được coi là được Nghị viện chấp thuận.
Nếu được thông qua dự luật sẽ được trình lên nhà vua trong vòng 30 ngày. Nếu nhà vua không đồng ý dự luật được đưa trở lại Quốc hội cùng với các đề xuất sửa đổi. Quốc hội sẽ phải xem xét lại dự luật và sau đó sẽ tiếp tục đệ trình nhà vua. Nhà vua có 30 ngày thông qua, quá thời hạn dự luật được coi đã phê duyệt và chính thức trở thành luật. Luật sẽ có hiệu lực khi chính phủ ban hành trên công báo.
Chính phủ thường duy trì tính bảo mật của dự luật được thảo luận. Các nghị sĩ sẽ nhận được bản sao dự luật trước khi phiên họp thảo luận bắt đầu vài ngày. Trong một vài trường hợp bản sao dự luật được gửi tới cùng lúc nghị sĩ và đệ trình Quốc hội cùng ngày.
Các dự luật cũng được các thành viên Quốc đệ trình lên. Tuy nhiên, như hầu hết các cơ quan lập pháp khác trong hệ thống Westminster, chỉ có vài đại biểu Quốc hội thực sự giới thiệu dự luật. Quá trình này được giới thiệu bởi đại biểu của Quốc hội, sau đó sẽ diễn ra các phiên tranh luận trước khi cuộc bỏ phiếu diễn ra. Thượng nghị sĩ cũng có quyền đề xuất dự luật với Quốc hội. Nhưng chỉ có thành viên Chính phủ được đề xuất dự luật liên quan tới tài chính và điều này cần đệ trình Hạ viện trước.
Thường các dự luật do phe đối lập đề xuất thường bị đánh giá thấp bởi Quốc hội. Một số cho rằng các dự luật thường được thông qua Ủy ban Thường trực sửa đổi, và Chủ tịch Quốc hội sửa đổi trước khi được in bảo sao.

## Thành viên hiện tại
| Bang và lãnh thổ liên bang | # ghế của | BN ghế | DAP ghế | PKR ghế | PAS ghế | PAN ghế | PSM ghế | TERAS ghế | Ind ghế |
| -------------------------- | --------- | ------ | ------- | ------- | ------- | ------- | ------- | --------- | ------- |
| Perlis                     | 3         | 3      | 0       | 0       | 0       | 0       | 0       | 0         | 0       |
| Kedah                      | 15        | 10     | 0       | 4       | 1       | 0       | 0       | 0         | 0       |
| Kelantan                   | 14        | 5      | 0       | 1       | 7       | 1       | 0       | 0         | 0       |
| Terengganu                 | 8         | 4      | 0       | 0       | 3       | 1       | 0       | 0         | 0       |
| Penang                     | 13        | 3      | 7       | 3       | 0       | 0       | 0       | 0         | 0       |
| Perak                      | 24        | 13     | 6       | 2       | 1       | 1       | 1       | 0         | 0       |
| Pahang                     | 14        | 9      | 1       | 2       | 1       | 0       | 0       | 0         | 1       |
| Selangor                   | 22        | 5      | 4       | 9       | 1       | 3       | 0       | 0         | 0       |
| Kuala Lumpur               | 11        | 2      | 5       | 3       | 0       | 0       | 0       | 0         | 1       |
| Putrajaya                  | 1         | 1      | 0       | 0       | 0       | 0       | 0       | 0         | 0       |
| Negeri Sembilan            | 8         | 5      | 2       | 1       | 0       | 0       | 0       | 0         | 0       |
| Malacca                    | 6         | 4      | 1       | 1       | 0       | 0       | 0       | 0         | 0       |
| Johor                      | 26        | 21     | 4       | 1       | 0       | 0       | 0       | 0         | 0       |
| Labuan                     | 1         | 1      | 0       | 0       | 0       | 0       | 0       | 0         | 0       |
| Sabah                      | 25        | 22     | 2       | 1       | 0       | 0       | 0       | 0         | 0       |
| Sarawak                    | 31        | 24     | 5       | 1       | 0       | 0       | 0       | 1         | 0       |
| Total                      | 222       | 132    | 37      | 29      | 14      | 6       | 1       | 1         | 2       |

### Vị trí ghế Quốc hội
|                 | Alor Setar | Kampar        | Bakri                 | Miri          | Bandar Tun Razak    | Khuyết              | Khuyết          | Khuyết       |  | Kanowit     | Paya Besar      | Kudat             |  | Tenom          | Gerik         | Setiu            | Kuala Kangsar    | Baram            | Kota Tinggi      | Jelebu     | Kangar    |              |
|                 | Batu Pahat | Kuala Kedah   | Sibu                  | Khuyết        | Khuyết              | Khuyết              | Khuyết          | Rompin       |  | Kuala Pilah | Mukah           | Julau             |  | Kuala Selangor | Pasir Gudang  | Labuan           | Kota Samarahan   | Alor Gajah       | Tasek Gelugor    | Silam      | Lipis     |              |
| Pengkalan Chepa | Bachok     | Lumut         | Sarikei               | Khuyết        | Khuyết              | Kulim-Bandar Baharu | Setiawangsa     | Tanah Merah  |  | Pendang     | Ranau           | Cameron Highlands |  | Jasin          | Limbang       | Lawas            | Tanjong Manis    | Tebrau           | Parit            | Lubok Antu | Sepanggar | Sabak Bernam |
| Dungun          |            | Bukit Gelugor | Bukit Mertajam        | Stampin       | Khuyết              | Baling              | Lenggong        | Parit Sulong |  | Tampin      | Tanjong Karang  | Mersing           |  | Hulu Rajang    | Bagan Serai   | Sibuti           | Batu Sapi        | Padang Besar     | Jerlun           | Langkawi   |           | Merbok       |
| Kubang Kerian   |            | Serdang       | Gopeng                | Segambut      | Khuyết              | Saratok             | Simpang Renggam | Putatan      |  | Bintulu     | Jempol          | Kinabatangan      |  | Titiwangsa     | Mas Gading    | Machang          | Kepala Batas     | Khuyết           | Sri Aman         | Igan       |           | Jerantut     |
| Pasir Puteh     |            | Sandakan      | Tanjong               |               |                     | Tumpat              | Tanjong Piai    | Kalabakan    |  | Semporna    | Ketereh         | Johor Bahru       |  | Pulai          | Masjid Tanah  | Kubang Pasu      |                  |                  | (Thượng nghị sĩ) | Sipitang   |           | Sekijang     |
| Pokok Sena      |            | Kota Melaka   | Rasah                 |               |                     | Kepong              |                 | F            |  | Gua Musang  | Keningau        | Pagoh             |  | D              |               | (Thượng nghị sĩ) |                  |                  | (Thượng nghị sĩ) | Libaran    |           | Sik          |
|                 |            |               |                       |               |                     |                     |                 |              |  |             |                 |                   |  |                |               |                  |                  |                  |                  |            |           |              |
|                 |            |               | Petaling Jaya Selatan | Sungai Siput  | Kuantan             | Rantau Panjang      | Kota Bharu      | G            |  |             | E               |                   |  | C              | Bera          | Arau             | Tanjong Malim    | Sri Gading       | Tangga Batu      |            |           |              |
|                 |            |               | Padang Serai          | Kelana Jaya   | Bukit Katil         | Hulu Langat         | Pasir Mas       | G            |  |             | Cảnh vệ Hạ viện |                   |  | C              | Kemaman       | Besut            | Padang Terap     | Tenggara         | Kapit            |            |           |              |
|                 |            |               | Wangsa Maju           | Kapar         | Nibong Tebal        | Kuala Nerus         | Bukit Gantang   | G            |  |             |                 |                   |  | C              | Betong        | Putrajaya        | (Thượng nghị sĩ) | Balik Pulau      | Maran            |            |           |              |
|                 |            |               | Indera Mahkota        | Kuala Langat  | Bayan Baru          | Temerloh            | Marang          | G            |  |             |                 |                   |  | C              | Kota Marudu   | Serian           | Pengerang        | Beaufort         | Tawau            |            |           |              |
|                 |            |               |                       |               |                     |                     |                 |              |  |             |                 |                   |  |                |               |                  |                  |                  |                  |            |           |              |
|                 |            |               | Ipoh Timor            | Batu Gajah    | Taiping             | Batu                | Lembah Pantai   | H            |  |             | Tranh luận      |                   |  | B              | Jeli          | Putrajaya        | Santubong        | Labis            | Hulu Terengganu  |            |           |              |
|                 |            |               | Lanang                | Kota Kinabalu | Beruas              | Bukit Bintang       | Kuala Krai      | H            |  |             | Tranh luận      |                   |  | B              | Sembrong      | Batang Lupar     | Larut            | (Thượng nghị sĩ) | Hulu Selangor    |            |           |              |
|                 |            |               | Jelutong              | Kulai         | Selayang            | Seputeh             | Cheras          | H            |  |             | Tranh luận      |                   |  | B              | Padang Rengas | Selangau         | Ayer Hitam       | Mambong          | Ledang           |            |           |              |
|                 |            |               | Kuala Terengganu      | Kota Raja     | Telok Kemang        | Ipoh Barat          | Gombak          | H            |  |             | Tranh luận      |                   |  | B              | Telok Intan   | Tuaran           | (Thượng nghị sĩ) | Pontian          | Pasir Salak      |            |           |              |
|                 |            |               |                       |               |                     |                     |                 |              |  |             |                 |                   |  |                |               |                  |                  |                  |                  |            |           |              |
|                 |            |               | Raub                  | Sungai Petani | Shah Alam           | Seremban            | Bagan           | I            |  |             |                 |                   |  | A              | Segamat       | Pensiangan       | Batang Sadong    | Muar             | (Thượng nghị sĩ) |            |           |              |
|                 |            |               | Klang                 | Pandan        | Sepang              | Bandar Kuching      | Parit Buntar    | I            |  |             |                 |                   |  | A              | Bentong       | Jerai            | Kota Belud       | Papar            | (Thượng nghị sĩ) |            |           |              |
|                 |            |               | Bukit Bendera         | Kluang        | Petaling Jaya Utara | Penampang           | Gelang Patah    | I            |  |             |                 |                   |  | A              | Bagan Datoh   | Kimanis          | Rembau           | Tapah            | Kuala Krau       |            |           |              |
|                 |            |               | Batu Kawan            | Puchong       | Subang              | Ampang              | Permatang Pauh  | I            |  |             | Thư ký          |                   |  | A              | Pekan         | Tambun           | (Thượng nghị sĩ) | Sungai Besar     | Beluran          |            |           |              |
|                 |            |               |                       |               |                     |                     |                 |              |  |             | Chủ tịch        |                   |  |                |               |                  |                  |                  |                  |            |           |              |

- The seating arrangement is viewable at the official website.[7]

## Danh sách Quốc hội các khóa
| Khóa | Năm Bầu cử | Chính phủ* | Chính phủ* | Chính phủ* | Đối lập | Đối lập | Đối lập | Tổng Số ghế |
| Khóa | Năm Bầu cử | Số ghế     | % Ghế      | % Phiéu    | Số ghế  | % Ghế   | % Phiéu | Tổng Số ghế |
| ---- | ---------- | ---------- | ---------- | ---------- | ------- | ------- | ------- | ----------- |
| 1    | 1959**     | 74         | 71.15      | 51.7       | 30      | 28.85   | 48.3    | 104         |
| 2    | 1964**     | 89         | 85.58      | 58.5       | 15      | 14.42   | 41.5    | 104         |
| 3    | 1969       | 95         | 66.00      | 49.3       | 49      | 34.00   | 50.7    | 144         |
| 4    | 1974       | 135        | 87.66      | 60.7       | 19      | 12.34   | 39.3    | 154         |
| 5    | 1978       | 130        | 84.42      | 57.2       | 24      | 15.58   | 42.8    | 154         |
| 6    | 1982       | 132        | 85.71      | 60.5       | 22      | 14.29   | 39.5    | 154         |
| 7    | 1986       | 148        | 83.62      | 55.8       | 29      | 16.38   | 41.5    | 177         |
| 8    | 1990       | 127        | 70.55      | 53.4       | 53      | 29.45   | 46.6    | 180         |
| 9    | 1995       | 162        | 84.38      | 65.2       | 30      | 15.62   | 34.8    | 192         |
| 10   | 1999       | 148        | 76.68      | 56.5       | 45      | 23.32   | 43.5    | 193         |
| 11   | 2004       | 198        | 90.41      | 63.9       | 21      | 9.59    | 36.1    | 219         |
| 12   | 2008       | 140        | 63.1       | 50.27      | 82      | 36.9    | 46.75   | 222         |
| 13   | 2013       | 133        | 59.91      | 47.38      | 89      | 38      | 50.87   | 222         |

| * | "Chính phủ" từ năm 1959 đến 1964 do phe liên minh đứng đầu; phe liên minh và Đảng Thống nhất Nhân dân Sarawak (SUPP) từ năm 1969; và Barisan Nasional từ năm 1974. |
| ** | Ước tính vì cho năm 1959 và năm 1964 Sabah và Sarawak không tham gia bầu cử Quốc hội năm 1964.                                                                     |
| Nguồn: Arah Aliran Malaysia: Penilaian Pilihan Raya Lưu trữ ngày 23 tháng 2 năm 2007 tại Wayback Machine (PDF) | |

## Chủ tịch Quốc hội
| Chủ tịch Dewan Rakyat |                                        |           |            |            |                  |
|                       | Tên                                    | Đảng      | Bắt đầu    | Kết thúc   | Nhiệm kỳ         |
| 1                     | Mohamad Noah Omar                      | Liên minh | 1/9/1959   | 29/2/1964  | 4 năm, 181 ngày  |
| 2                     | Syed Esa Alwee                         | Liên minh | 18/3/1964  | 24/11/1964 | 251 ngày         |
| 3                     | Chik Mohamed Yusuf Sheikh Abdul Rahman | Liên minh | 25/11/1964 | 3/11/1974  | 9 năm, 343 ngày  |
| 4                     | Nik Ahmad Kamil Nik Mahmood            | BN        | 4/11/1974  | 20/12/1977 | 3 năm, 46 ngày   |
| 5                     | Syed Nasir Ismail                      | BN        | 9/1/1978   | 16/3/1982  | 4 năm, 66 ngày   |
| 6                     | Mohamed Zahir Ismail**                 | BN        | 14/6/1982  | 14/10/2004 | 22 năm, 122 ngày |
| 7                     | Ramli Ngah Talib                       | BN        | 22/11/2004 | 27/4/2008  | 3 năm, 157 ngày  |
| 8                     | Pandikar Amin Mulia                    | BN        | 28/4/2008  |            | 17 năm, 33 ngày  |

**mất khi đang tại nhiệm